# Singer Laren
Singer Laren is een kunstmuseum en een theaterzaal in de Nederlandse plaats Laren, Noord-Holland.

## Collectie
De vaste kunstcollectie van Singer Laren, genoemd de Singer Collectie, omvat ongeveer 3000 kunstwerken van onder meer Albert Neuhuys, Bart van der Leck, Eddy Roos, William Singer, Hein Kever, Evert Pieters, Ferdinand Hart Nibbrig, Lou Loeber, Chris Beekman, Gustave De Smet, Auguste Rodin, Leo Gestel en Jan Sluijters. Singer Laren organiseert daarnaast jaarlijks enkele speciale tentoonstellingen. Het Singer beschikt over een vrij toegankelijke en door Piet Oudolf ontworpen museumtuin, waar werk te zien is van onder anderen Armando, Caspar Berger, Bert Frijns, Guido Geelen en Maria Roosen.
Op 9 april 2018 schonk de weduwe van Jaap Blokker haar Nardinc Collectie, bestaande uit 117 schilderijen van Nederlandse avant-gardisten aan het Singer Museum. Tevens financierde zij de bouw van een nieuwe vleugel van dit museum.
De Nardinc Collectie omvat meer dan honderd schilderijen van rond 1900, waaronder, de kern, 40 schilderijen van Jan Sluijters. Naast tijdgenoten uit het modernisme, zoals Kees van Dongen, Leo Gestel en Jan Toorop, is ook Carel Willink vertegenwoordigd.

## Geschiedenis

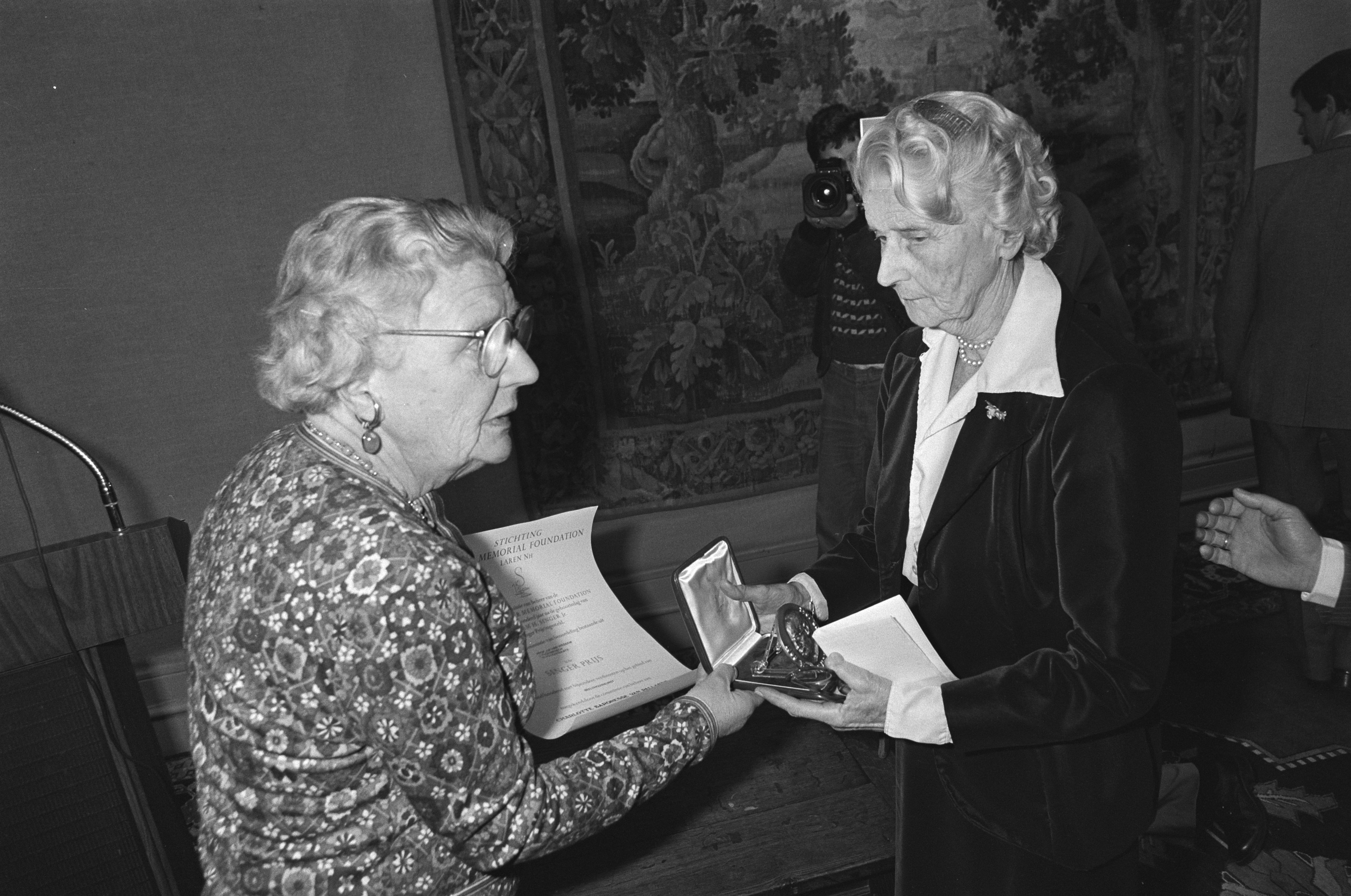
Charlotte van Pallandt ontvangt in 1980 de Singer Prijs van prinses Juliana

Het Amerikaanse echtpaar Anna Singer en William Singer liet in 1911 in Laren de villa De Wilde Zwanen bouwen. Ze legden in deze periode een kunstcollectie aan. Na het overlijden van William liet zijn vrouw in 1953 een museum en een concertzaal aan de villa bouwen naar een ontwerp van de Larense architect Wouter Hamdorff. In 1956 werden het museum en de concertzaal voor publiek geopend. In 2017 is het complex ingrijpend gerenoveerd en verbouwd. De concertzaal is vervangen door nieuwbouw, met een entree die de concertzaal en het museum met elkaar verbindt. De oorspronkelijke villa van het echtpaar Singer werd ingericht als foyer. Bij de entree van het gebouw staat het kunstwerk De Wilde Zwanen, de naam is een verwijzing naar de villa.
Na de schenking van de Nardinc Collectie in 2018 werd het Singer Museum opnieuw verbouwd. De Nardinc-vleugel, met vijf museumzalen, werd toegevoegd, evenals een filmkamer en een 'TuinHuis'. Daarnaast werden de bestaande museumzalen gemoderniseerd en werd de beeldentuin uitgebreid. Het vernieuwde museum werd in maart 2022 heropend door prinses Beatrix.

## Singer Prijs
In 1968 werd de Singer Prijs ingesteld, een tweejaarlijkse kunstenaarsprijs. De prijs omvat de verwerving van een kunstwerk en een tentoonstelling in het museum.
Winnaars:
- 2024: Levi van Veluw[6]
- 2022: Klaas Gubbels
- 2020: Pépé Grégoire
- 2018: Piet Oudolf
- 2013: Caspar Berger
- 2011: Dorothé van Driel
- 2009: Maria Roosen
- 2007: Gerald van der Kaap
- 2001: Hans van Hoek
- 1997: Fioen Blaisse
- 1991: Marian Plug
- 1985: Constant Nieuwenhuys
- 1980: Charlotte van Pallandt
- 1971: M.C. Escher

## Kunstroven

### 2007
In de nacht van 16 op 17 januari 2007 werden uit de museumtuin zeven bronzen beelden gestolen, waaronder een afgietsel van De Denker van Rodin. Twee dagen later werd het beeld van De Denker, zwaar verminkt en incompleet, teruggevonden. De dieven hadden geprobeerd het in stukken te zagen, zodat het brons omgesmolten en doorverkocht zou kunnen worden. De overige zes beelden zijn niet teruggevonden, gevreesd wordt dat deze wel zijn omgesmolten.
De Denker is o.a. met behulp van het originele gipsmodel door een interdisciplinair team van deskundigen gerestaureerd en sinds 28 januari 2011 weer te zien in het museum. De twee daders van deze kunstroof werden in 2010 in hoger beroep veroordeeld tot celstraffen.

### 2020
In de nacht van 29 op 30 maart 2020 werd het schilderij Lentetuin, de pastorietuin te Nuenen in het voorjaar van Van Gogh ontvreemd uit Singer Laren. Het doek was in bruikleen van het Groninger Museum.

## Fotogalerij

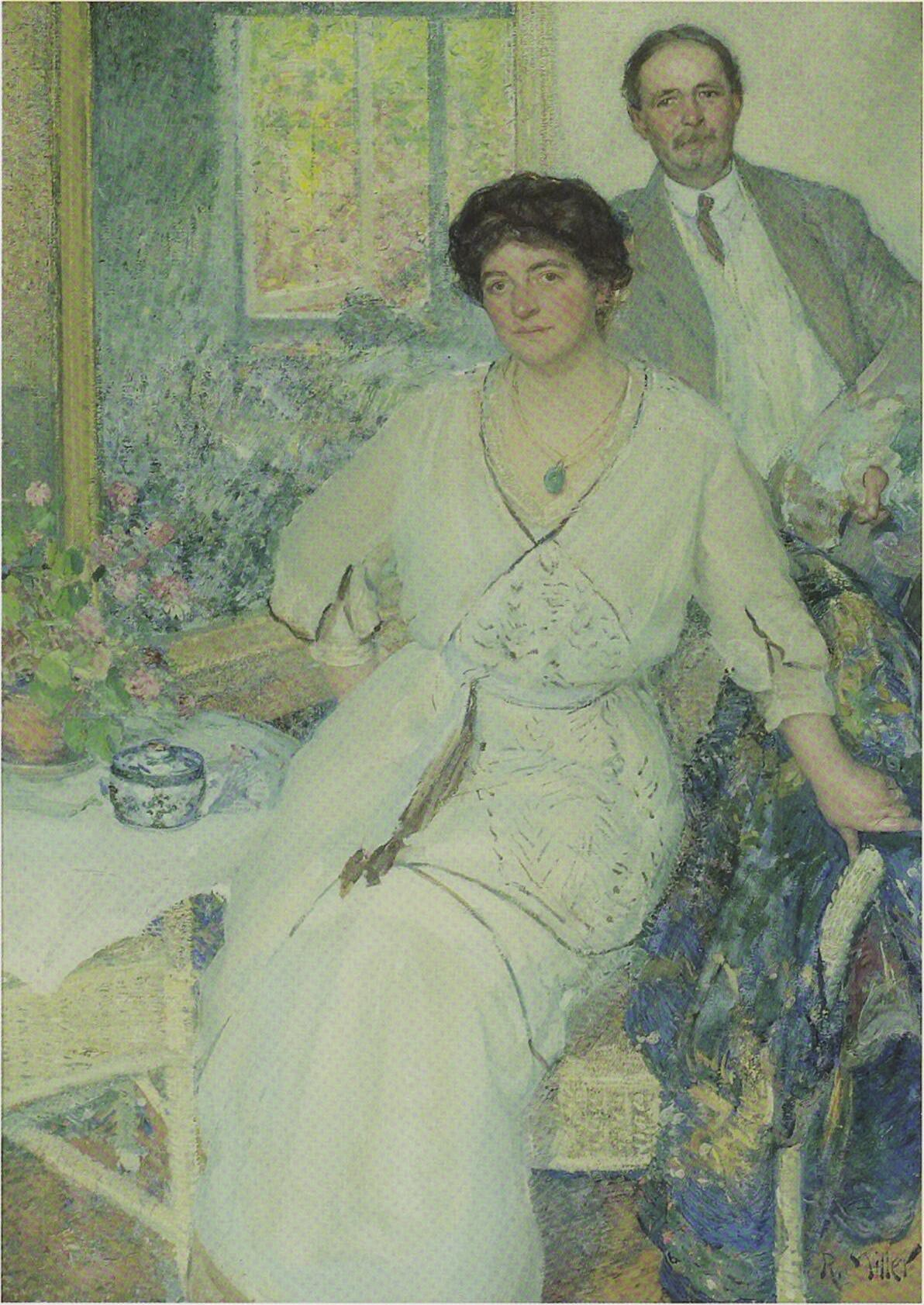
Anna en William Singer
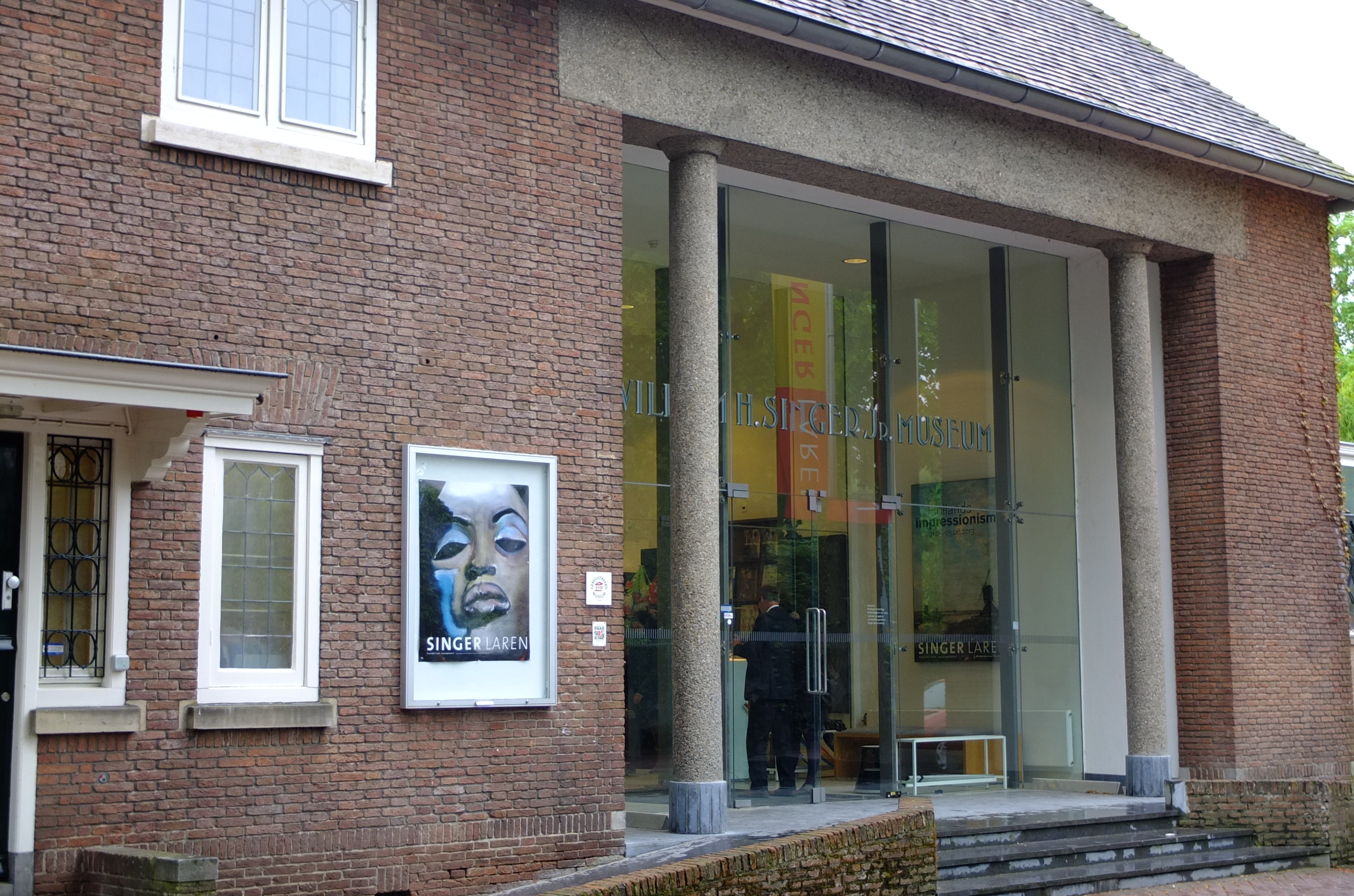
Museum ingang
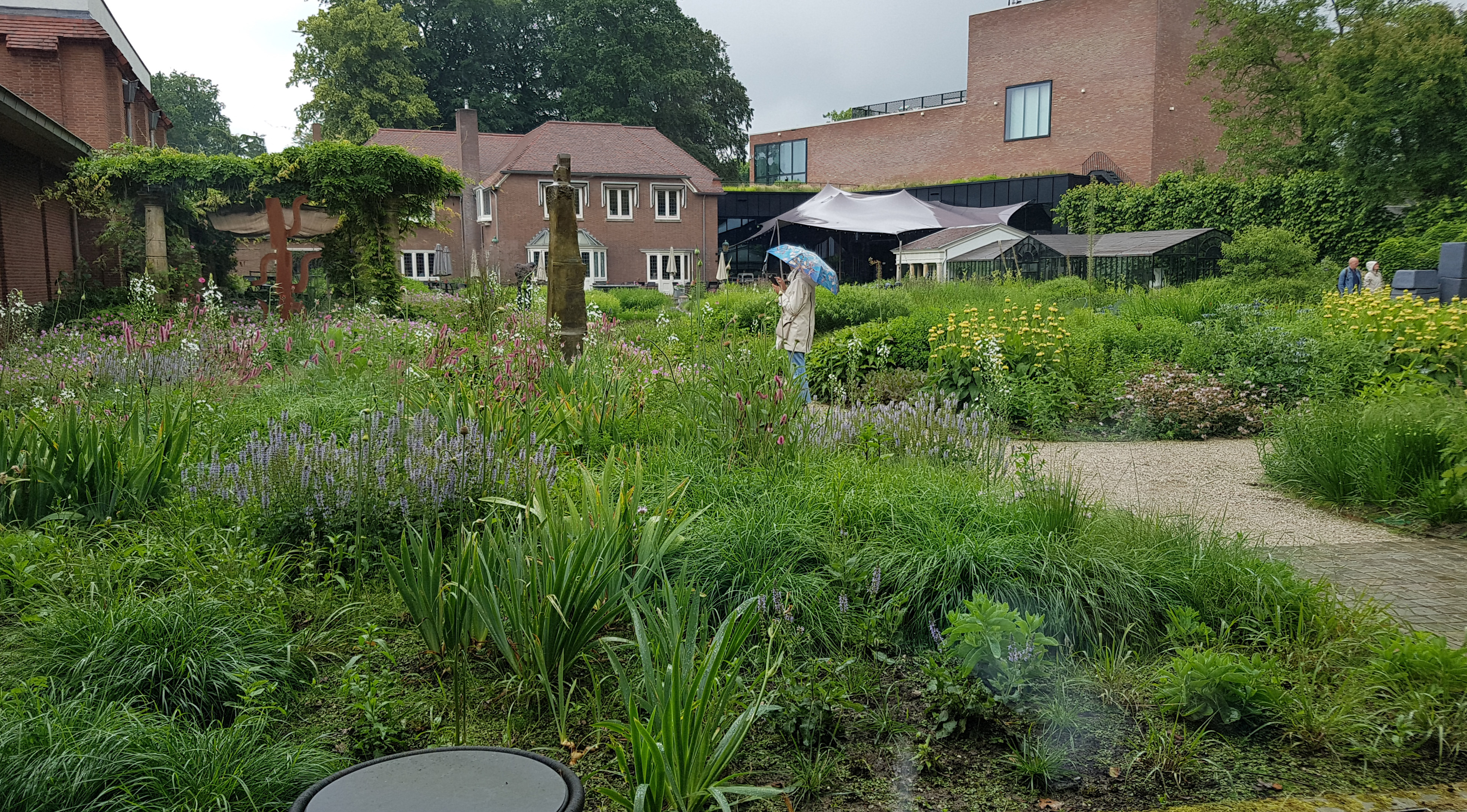
Beeldentuin